# Puste Łąki

Puste Łąki (prononciation : [ˈpustɛ ˈwɔŋki]) est un village polonais de la gmina de Wyszków dans le powiat de Wyszków de la voïvodie de Mazovie dans le centre-est de la Pologne.
Il se situe à environ 10 kilomètres au sud-est de Wyszków (siège de la gmina et de la powiat) et à 55 kilomètres au nord-est de Varsovie (capitale de la Pologne).

## Histoire
Jusqu'en 1975, il faisait partie du territoire de la Voïvodie de Varsovie, puis de 1975 à 1998, de celui de la Voïvodie d'Ostrołęka.